# António Frasco
António Manuel Frasco Vieira, mais conhecido como António Frasco ou Frasco (Leça da Palmeira, 16 de janeiro de 1955), é um treinador e ex-futebolista português que atuava como médio.

## Carreira

### Jogador

#### FC Porto
Frasco chegou ao FC Porto na época de 1978–79, tendo jogado pela primeira vez no clube logo na primeira jornada do campeonato, numa vitória do FC Porto sobre o Vitória de Setúbal por 1–0 fora, a 26 de agosto de 1978. Frasco também se estreou na Taça dos Clubes Campeões Europeus e na Taça de Portugal no primeiro jogo da equipa nessas competições, primeiro com o AEK Atenas a 13 de setembro de 1978, onde perdeu por 6–1 fora na 1ª eliminatória da Taça dos Campeões, e segundo com o Estoril a 14 de janeiro de 1979, acabando o jogo com uma derrota de 3–0 fora. A 17 de dezembro de 1978, marca o seu primeiro golo no clube, tendo marcado o segundo golo da vitória de 3–2 sobre o Beira-Mar para o campeonato. Foi na mesma época que Frasco conquistou o primeiro título de sempre, o campeonato. Competição no qual viria a vencer por quatro vezes, incluindo esta. Mas foi apenas em 1987 que Frasco ganha um título europeu. Foi suplente utilizado na vitória do FC Porto sobre o Bayern de Munique por 2–1 na final da Taça dos Campeões Europeus a 27 de maio de 1987. Na época seguinte vence a Supertaça Europeia a 13 de janeiro de 1988, tendo sido titular apenas na primeira mão.
Acabou a carreira no clube com um balanço de 306 jogos e 25 golos e 11 títulos, dos quais 2 internacionais, tendo estado no FC Porto durante 11 épocas.

## Títulos
FC Porto
- Primeira Liga: 1978–79, 1984–85, 1985–86, 1987–88
- Supertaça Cândido de Oliveira: 1982–83, 1983–84, 1985–86
- Taça de Portugal: 1983–84, 1987–88
- Liga dos Campeões da UEFA: 1986–87
- Supertaça Europeia: 1987